# リース・ノリントン＝デイヴィス
リース・ノリントン＝デイヴィス（Rhys Norrington-Davies 、1999年4月22日 - ）は、ウェールズのプロサッカー選手。サッカーウェールズ代表。シェフィールド・ユナイテッドFC所属。ポジションはDF。

## 経歴

### 生い立ち
両親はともにウェールズ・アベリストウィスの出身。イギリス軍関係者であった父の仕事の関係で、サウジアラビアの首都リヤドにて出生、また幼少期をケニアやロンドンで過ごした。

### クラブ
アベリストウィス・タウンFC、スウォンジー・シティAFCなどのユースチームでのプレーを経て、2017年にシェフィールド・ユナイテッドFCのアカデミーに入団。
2018年夏にトップチームに昇格し、直後の9月にナショナルリーグ（5部）のバローAFCに1か月間の短期契約で期限付き移籍した（10月にシーズン終了まで期間を延長）。
復帰後の2019年7月、今度はEFLリーグ1のロッチデールAFCに1シーズン期限付き移籍。
2020年9月3日、EFLチャンピオンシップのルートン・タウンFCに期限付き移籍。
2021年1月12日、ルートン・タウンで公式戦22試合に出場したところで期限付き移籍を打ち切り、一旦シェフィールド・ユナイテッドFCに復帰した。その後、今度はストーク・シティFCに期限付き移籍した。

### 代表
年代別ウェールズ代表ではU-19とU-21代表でのプレー経験がある。2020年10月にフル代表の初招集を受け、同月14日のブルガリア代表選でフル代表デビューを果たした。
2021年5月、UEFA EURO 2020大会参加メンバーに選出された。